# Żeglarstwo na Igrzyskach Azjatyckich 2018
Żeglarstwo na Igrzyskach Azjatyckich 2018 – jedna z dyscyplin rozgrywana podczas igrzysk azjatyckich w Dżakarcie i Palembangu. Zawody odbyły się w dniach 24 – 31 sierpnia w Ancol Marina w stolicy Indonezji. Do rywalizacji w dziesięciu konkurencjach przystąpiło 150 zawodników z 20 państw.

## Uczestnicy
W zawodach wzięło udział 150 zawodników z 20 państw.
| Reprezentacja                | Liczba zawodników |
| ---------------------------- | ----------------- |
| Bahrajn                      | 1                 |
| Chiny                        | 16                |
| Afganistan                   | 1                 |
| Filipiny                     | 4                 |
| Hongkong                     | 12                |
| Indie                        | 9                 |
| Indonezja                    | 16                |
| Iran                         | 2                 |
| Japonia                      | 12                |
| Kambodża                     | 3                 |
| Katar                        | 2                 |
| Kazachstan                   | 4                 |
| Korea Południowa             | 11                |
| Malezja                      | 10                |
| Oman                         | 7                 |
| Pakistan                     | 5                 |
| Singapur                     | 15                |
| Sri Lanka                    | 1                 |
| Tajlandia                    | 16                |
| Zjednoczone Emiraty Arabskie | 3                 |
| 20 reprezentacji             | 150               |

## Medaliści
| Konkurencja     | Złoto                               | Srebro                         | Brąz                                              |           |
| Mężczyźni       | Mężczyźni                           | Mężczyźni                      | Mężczyźni                                         | Mężczyźni |
| --------------- | ----------------------------------- | ------------------------------ | ------------------------------------------------- | --------- |
| RS:X            | Bi Kun                              | Chun Leung Michael Cheng       | Lee Tae-hoon                                      | [ 3 ]     |
| Laser Standard  | Ha Jee-min                          | Khairulnizam Mohd Afendy       | Jun Han Ryan Lo                                   | [ 4 ]     |
| 470             | Takayanagi Akira Isozaki Tetsuya    | Wang Chao Xu Zangjun           | Thamsoontorn Navee Butmarasri Nut                 | [ 5 ]     |
| 49er            | Shingen Furuya Shinji Hachiyama     | Chae Bon-jin Kim Dong-wook     | Varun Ashok Thakkar Ganapathy Kelapanda Chengappa | [ 6 ]     |
| Kobiety         |                                     |                                |                                                   |           |
| RS:X            | Chen Peina                          | Hei Man Hayley Victoria Chan   | Siripon Kaewduang Ngam                            | [ 7 ]     |
| Laser Radial    | Manami Doi                          | Zhang Dongshuang               | Nur Shazrin Mohamad Latif                         | [ 8 ]     |
| 470             | Yoshida Ai Yoshioka Miho            | Gao Haiyan Wei Menxi           | Nuraisyah Jamil Norashikin Mohamad Sayed          | [ 9 ]     |
| 49er FX         | Min Kimberly Lim Rui Qi Cecilia Low | Shervegar Sweta Gautham Varsha | Kamonchanok Klahan Nichpa Waiwai                  | [ 10 ]    |
| Mikst           |                                     |                                |                                                   |           |
| Mieszane RS One | Chen Hao Tan Yue                    | Rafeek Kikabhoy Ma Kwan Ching  | Nuur Fatin Solehah Abdul Rahman Illham Wahab      | [ 11 ]    |
| Open Laser 4.7  | Muhammad Fauzi Kaman Shah           | Wang Jianxiong                 | Harshita Tomar                                    | [ 12 ]    |

## Tabela medalowa
| Pozycja | Reprezentacja    | Złoto | Srebro | Brąz | Razem |
| ------- | ---------------- | ----- | ------ | ---- | ----- |
| 1.      | Japonia          | 4     | 0      | 0    | 4     |
| 2.      | Chiny            | 3     | 4      | 0    | 7     |
| 3.      | Malezja          | 1     | 1      | 3    | 5     |
| 4.      | Korea Południowa | 1     | 1      | 1    | 3     |
| 5.      | Singapur         | 1     | 0      | 1    | 2     |
| 6.      | Hongkong         | 0     | 3      | 0    | 3     |
| 7.      | Indie            | 0     | 1      | 2    | 3     |
| 8.      | Tajlandia        | 0     | 0      | 3    | 3     |
| Razem   | Razem            | 10    | 10     | 10   | 30    |